# 남포초등학교 (충남)
남포초등학교는 대한민국 충청남도 보령시 남포면 읍내리에 있는 공립 초등학교이다.

## 학교 연혁
| 1924년 | 4월 17일 | 남포공립보통학교(4년제) 개교         |
| 1926년 | 4월 1일  | 6년제 개편 인가                      |
| 1938년 | 4월 1일  | 남포공립심상소학교 개칭              |
| 1941년 | 4월 1일  | 남포공립국민학교 개칭                |
| 1947년 | 4월 1일  | 월전국민학교 승격 분리               |
| 1947년 | 8월 1일  | 남포국민학교로 개칭                  |
| 1981년 | 3월 9일  | 병설유치원 개원                      |
| 1996년 | 3월 1일  | 남포초등학교로 개칭                  |
| 2017년 | 2월 10일 | 제90회 졸업식(11명 졸업, 총 7,611명) |
| 2017년 | 3월 1일  | 7학급 편성(병설유치원 1학급)         |

## 학교 상징
- 교화 - 개나리 : 먼저 봄소식을 알려주는 개나리처럼 착하고 아름답게 자라나는 학생
- 교목 - 느티나무 : 편안한 휴식처를 제공해 주는 느티나무처럼 타인을 배려하는 학생

## 참고 자료
- 남포초등학교 - 한국교육학술정보원 학교알리미